# Alzina de l'Ermita de les Arenes
L'Alzina de l'Ermita de les Arenes (Quercus ilex ilex) és un arbre que es troba a Castellar del Vallès (el Vallès Occidental), el qual és una alzina que endinsa les seues arrels a les entranyes mateix de la vella esglesiola que l'acompanya.

## Dades descriptives
- Perímetre del tronc a 1,30 m: 2,93 metres.
- Alçada: 16,1 m.
- Amplada de la capçada: 16 x 17 m (amplada mitjana capçada: 16,5 metres)
- Altitud sobre el nivell del mar: 398 m.[1]

## Entorn

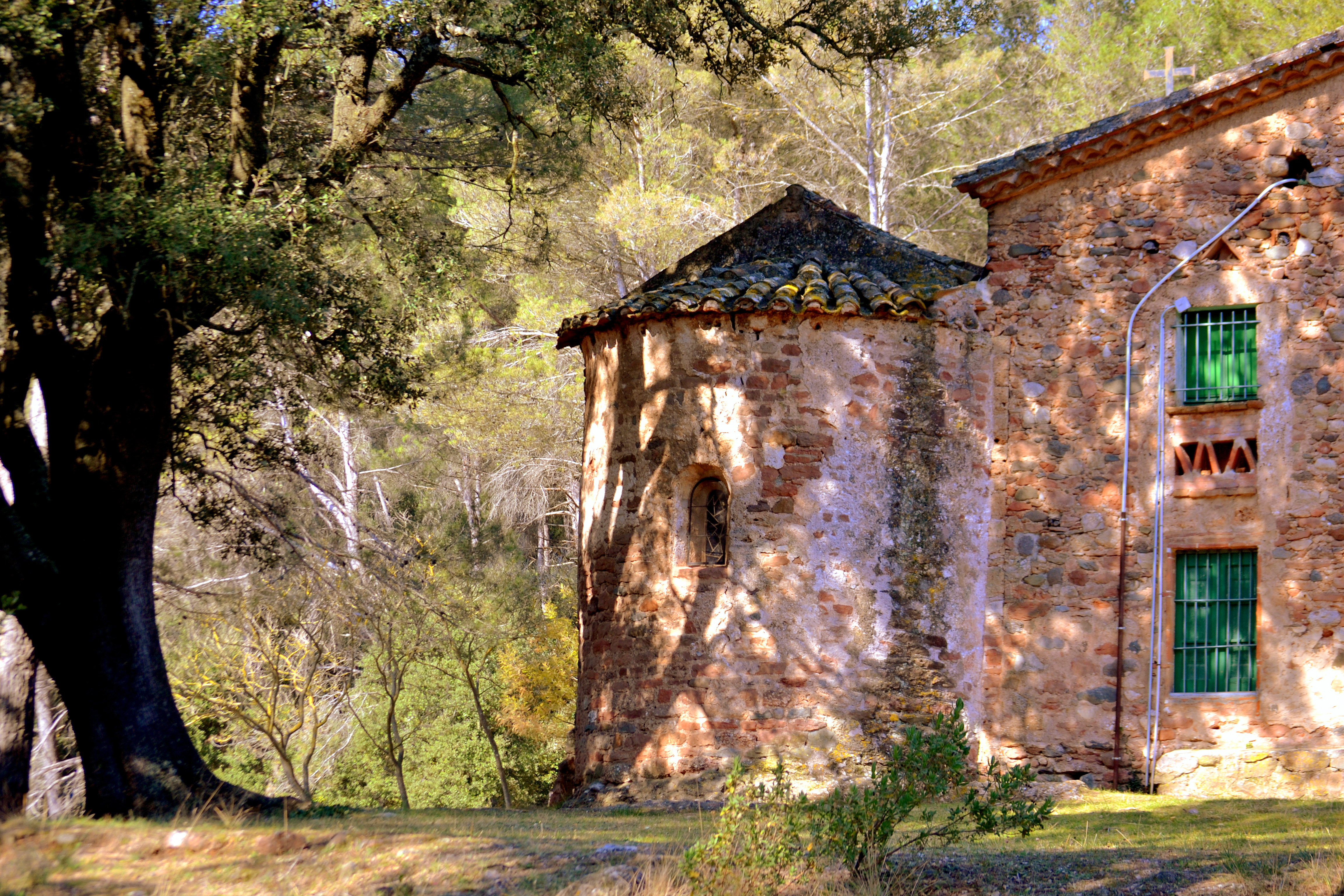
Capella de la Mare de Déu de les Arenes amb l'alzina a l'esquerra

Durant molts anys, l'Ermita de la Mare de Déu de les Arenes fou un important centre de culte marià del Vallès: la gent hi acudia a la cerca de curacions, intercessions miraculoses i, fins i tot, per invocar la caiguda de l'anhelada pluja en èpoques de sequera. Tal vegada és a causa d'aquestes arrels (un xic paganes) que alguns dels arbres que s'alcen al seu entorn assoleixen mides respectables com és el cas d'aquesta alzina.

## Aspecte general
Es troba en excel·lent estat de salut.

## Accés
Es troba al costat de l'Ermita de la Mare de Déu de les Arenes, prop de la carretera B-124. Cal deixar el vehicle a l'aparcament que hi ha al quilòmetre 13,3 de la carretera B-124 de Castellar del Vallès a Sant Llorenç Savall. Des d'allà prenem l'ample sender senyalitzat que, en tres minuts de suau pujada, ens porta a l'ermita. L'alzina s'alça darrere del temple, al costat de l'absis. Coordenades UTM: 31T X0421277 Y4611204.